# Váy tôm hùm
Váy tôm hùm là một chiếc váy được nhà thiết kế thời trang Elsa Schiaparelli thiết kế vào năm 1937, với hình ảnh một con tôm hùm lớn do Salvador Dalí vẽ.

## Thiết kế
Chiếc váy là một chiếc đầm dạ hội hoặc váy dạ tiệc bằng lụa trắng chữ A với dải thắt lưng có màu đỏ thẫm kèm theo hình một con tôm hùm lớn do Salvador Dalí vẽ. Họa tiết tôm hùm ban đầu được vẽ bởi Dali và nhà thiết kế lụa Sache. Chiếc váy cũng được trang trí bằng những nhánh rau mùi tây. Chiếc váy được làm từ lụa organza và lông ngựa tổng hợp.
Phần trước của chiếc váy dài 52 inch (132 cm), với số đo vòng eo là 22 inch (56 cm).
Schiaparelli đã ngăn cản Dali đưa thêm mayonnaise vào chiếc váy đã hoàn tất.

## Lịch sử
Từ năm 1934, Dalí đã bắt đầu đưa hình ảnh tôm hùm vào những tác phẩm thời trang của mình, bao gồm cả New York Dream-Man Finds Lobster in Place of Phone được đăng trên tạp chí American Weekly năm 1935 và Lobster Telephone năm 1936. Dali xem tôm hùm là biểu tượng của tình dục. Hình ảnh con tôm hùm trên chiếc váy nằm giữa hai chân của người mặc váy, với phần đuôi của con tôm hùm hướng về Mons Veneris của người mặc và móng vuốt của nó hướng về bắp chân của họ. Wallis Simpson mặc chiếc váy này trong các bức ảnh do Cecil Beaton chụp tại Château de Candé, không lâu trước khi Wallis kết hôn với Edward VIII. Những bức ảnh chụp Simpson của Beaton đã được đăng trên tạp chí Vogue với đội dài 8 trang vào tháng 5 năm 1937.. Chiếc váy được đưa vào bộ sưu tập nữ trang dành cho cô dâu của Wallis.
Trong cuốn sách Nevertheless, She Wore It: 50 Iconic Fashion Moments, Ann Shen viết rằng việc Simpson mặc của chiếc váy tôm hùm "bị buộc tội là khiêu dâm" và đưa ra cho công chúng Anh "thậm chí nhiều lý do để ghét Wallis". Đây là một phần hậu quả của sự thoái vị của chồng cô với tư cách là quốc vương Anh. Shen cảm thấy rằng chiếc váy tôm hùm cho thấy "sức mạnh của sự đổi mới và trao quyền tình dục ở một người phụ nữ - và tác động mà nghệ thuật và thời trang có thể có". Schiaparelli và Dali sau đó đã cùng nhau tạo ra 'Shoe Hat' vào những năm 1937-1938 và 'Skeleton Dress' vào năm 1938.
Chiếc váy tôm hùm ra mắt lần đầu tiên trong bộ sưu tập Hè/Thu 1937 của Schiaparelli. Chiếc váy được đưa lên bìa tạp chí Women's Wear Daily vào tháng 5 năm 1937 như một nét nổi bật trong tủ quần áo mùa xuân của Simpson. Chiếc váy được Miuccia Prada thiết kế lại vào năm 2013 để đánh dấu sự mở đầu của Schiaparelli và Prada: Impossible Conversations được trưng bày tại Bảo tàng Nghệ thuật Metropolitan ở Thành phố New York và được Anna Wintour mặc tại Met Gala 2013. Chiếc váy được Giám đốc sáng tạo Bertrand Guyon của Schiaparelli tạo lại cho bộ sưu tập thời trang cao cấp mùa xuân 2017 của công ty. Chiếc váy của Guyon đã ngốn mất khoảng 250 giờ và 6 người tham gia để hoàn thành, với phần đính hình tôm hùm được khâu bằng tay trên váy.
Schiaparelli đã tặng bản sao chiếc váy của chính mình cho Bảo tàng Nghệ thuật Philadelphia vào năm 1969.
Chiếc váy đã được Claire Eldred phân tích sâu rộng trong bài luận "Encounters and Exchanges with Elsa Schiaparelli's Lobster Dress: an Object Biography" trong cuốn sách Fashion and Contemporaneity: Realms of the Visible năm 2019.